# Sắt(III) perchlorat
Sắt(III) perchlorat là một hợp chất vô cơ có công thức hóa học là Fe(ClO4)3 và là chất oxy hóa. Hydrat của nó bao gồm hexahydrat, nonahydrat và decahydrat. Trong số đó, cấu trúc của nonahydrat có thể được biểu thị là [Fe(H2O)6](ClO4)3·3H2O.

## Sử dụng
Trong sắt(III) perchlorat, vì ClO4− có khả năng phối hợp cực kỳ thấp, nó là một thuốc thử quan trọng để nghiên cứu muối sắt(III) ngậm nước. Nó có thể thay thế các hợp chất sắt(III) khác để xác định phân tích, chẳng hạn như xác định hàm lượng chì(II) azua bằng phương pháp quang phổ sắt(III) perchlorat.
Sắt(III) perchlorat cũng có thể thúc đẩy các phản ứng gốc tự do của fuleren, chẳng hạn như bổ sung gốc tự do C60 và β-ketoesters.

## Hợp chất khác
Fe(ClO4)3 còn tạo một số hợp chất với CO(NH2)2, như Fe(ClO4)3·6CO(NH2)2 là tinh thể màu lam.